# Herminia proxima
Herminia proxima är en fjärilsart som beskrevs av Hugo Theodor Christoph 1893. Herminia proxima ingår i släktet Herminia och familjen nattflyn. Inga underarter finns listade i Catalogue of Life.